# Elendsklamm
Die Elendsklamm ist eine Felsschlucht zwischen den Gemeinden Bruchmühlbach-Miesau und Martinshöhe im Landkreis Kaiserslautern in Rheinland-Pfalz.

## Name und Geschichte
Der Name Elendsklamm hat nichts mit Elend im heutigen Sprachgebrauch zu tun, sondern leitet sich von dem althochdeutschen Begriff „elilenti“ ab, mit der damaligen Bedeutung im fremden Land. Diese Benennung der Schlucht deutet darauf hin, dass die Elendsklamm einmal Grenzgebiet war. Im Mittelalter lag sie an den fränkischen Gaugrenzen von Wormsgau, Nahegau und Bliesgau sowie der Diözesen Metz, Mainz und Worms. Im 16. Jahrhundert bildete die Elendsklamm die Grenze zwischen der Herrschaft Landstuhl des Adelsgeschlechts Sickingen und Pfalz-Zweibrücken sowie der Kurpfalz.

## Beschreibung
Die drei Kilometer lange Elendsklamm verläuft in nord-südlicher Richtung von der Tausendmühle südlich von Bruchmühlbach-Miesau in Richtung Martinshöhe. Die Schlucht wurde durch den Frohnbach geformt, der sie von Süd nach Nord durchfließt, dabei stufenförmige Kaskaden und sprudelnde Wasserfälle bildet und schließlich bei Bruchmühlbach in den Glan mündet. Weitere landschaftliche Attraktionen des Kerbtals sind die bizarren Verwitterungen in Quarzsandstein und überhängende Buntsandsteinschichten.

## Naturschutz
Im Jahre 2009 wurde die Elendsklamm als wertvoller Biotop mit seltenen Biotoptypen und hoher Funktion für Fauna und Flora zum Naturschutzgebiet erklärt. Die Flora und Fauna besteht neben dem Mittelgebirgsbach vor allem aus Eichen-Buchenmischwald, der den größten Teil der Fläche einnimmt, sowie  Eschen-Schlucht- und Hangschuttwald. Das Schutzziel dieses Biotops ist die freie Entwicklung, sodass hier eine hohe Artenvielfalt anzutreffen ist.

## Tourismus
Die Elendsklamm verfügt über gut ausgebaute Wanderwege, die dem Verlauf des Frohnbachs folgen. Ein Abschnitt des Pfälzer Jakobswegs führt ebenfalls durch die Schlucht.